# Bissa (Volk)
Die Bissa (auch: Boussanga) sind eine Ethnie, deren Siedlungsgebiet sich im Südosten des westafrikanischen Staates Burkina Faso, im Nordosten Ghanas, in der Elfenbeinküste und in Togo befindet. Die Bissa werden alternativ auch Bisa, Biza, Bokhobaru, Bokobaru, Busa, Busanga, Wiza, Zogbe genannt. In Burkina Faso leben ca. 413.000 Bissa, in Ghana ca. 176.000, in der Elfenbeinküste ca. 99.000 und in Togo etwa 4.700.
Die Bissa unterscheiden sich von ihren Nachbarn vor allem durch die Sprache, Bissa, bei der es sich im Gegensatz zu den Nachbarsprachen um eine Mande-Sprache handelt. Außer einer entfernten sprachlichen Verwandtschaft haben sie kulturell keine deutlichen Gemeinsamkeiten mit den Mandevölkern der großen mittelalterlichen Mande-Königreiche. Zentren der Bissa sind die Städte Garango, Zabré und Tenkodogo in der Provinz Boulgou.

## Siedlungsgeschichte
Zur Herkunft der Bissa existieren verschiedene Hypothesen, von denen sich keine auf schriftliche historische Zeugnisse stützen kann. Die ersten schriftlichen Berichte stammen erst aus der Zeit der kolonialen Eroberung. In den mündlichen Überlieferungen ist die Geschichte der Bissa eng mit der der Mossi-Königreiche und insbesondere mit der Geschichte des Königreichs Tenkodogo verknüpft. Über den Ursprung der Bissa wurden unterschiedliche Hypothesen aufgestellt. Manche Autoren vertreten die Auffassung, dass die Bissa nicht ursprünglich im heutigen Siedlungsgebiet ansässig gewesen, sondern erst als Gefolgsleute der Mossi eingewandert sind. Andere sehen zwar den Ursprung der Bissa ebenfalls im ehemaligen Dagomba-Gebiet, das als ursprüngliches Siedlungsgebiet der Mossi gilt. Sie gehen jedoch von einer Wanderung aus, die vor der Migration der Mossi stattgefunden haben soll.
Andere schließen eine Erstbesiedelung des Gebietes durch die Bissa nicht aus, gehen aber davon aus, dass in jüngerer Zeit weitere zeitlich nachgeordnete Besiedelungen stattfanden.
Die mündlichen Überlieferungen berichten neben der Verbindung von Bissa und Mossi von einer
Verwandtschaft der Bissa mit den Samo im Nordwesten Burkina Fasos. Über die Trennung der beiden Gruppen berichtet die so genannte „Hundekopfgeschichte“, die je nach Gebiet unterschiedlich erzählt wird. Beide Gruppen berichten, wie über die Zuteilung eines Hundekopfes, der als Delikatesse traditionell dem Älteren zusteht, ein Streit entbrennt. Daraufhin verlässt eine Gruppe die gemeinsame Siedlung – laut den Bissa gehen die Samo und laut den Samo die Bissa. Eindeutige Rückschlüsse auf Migrationsbewegungen und ehemalige Siedlungsgebiete lassen sich daraus jedoch nicht ziehen. Das gemeinsame Wissen über die verwandtschaftlichen Beziehungen spricht allerdings dafür, dass die Zeittiefe der Trennung vermutlich geringer ist als die der Abspaltung von Samo/Bissa von den verwandten
Boko/Busa.

## Politische Organisation
Innerhalb des Bissa-Gebietes existieren unterschiedliche politische Strukturen nebeneinander. Der östliche Teil, der dem Gebiet des Barka-Dialektes entspricht, steht unter dem direkten Einfluss des Mossi-Herrschers von Tenkodogo. Der westliche Teil, das Lebri-Gebiet, besteht aus einer Vielzahl autonomer Kantone, die großen Wert auf ihre Unabhängigkeit von Tenkodogo legen und im Konfliktfall wechselnde Allianzen mit
anderen Bissa-Kantonen eingingen. Die wichtigste Einheit ist das Dorf, dem ein eigener Dorf-Chef, Ki, vorsteht. In fast allen Dörfern gehören die Bewohner zu einem einzigen Klan. In größeren Siedlungen, wie z. B. Zabré, leben mehrere Klans zusammen, doch findet sich hier eine Unterteilung in "quartiers" wieder, die wiederum nur von einem Klan bewohnt werden. Die kantonale Organisation wird beispielsweise bei der Ernennung neuer Dorf-Chefs deutlich, da für eine Ernennung die Legitimation durch andere Chefs notwendig ist.